# Municipio de Eidsvold (Minnesota)
El municipio de Eidsvold (en inglés, Eidsvold Township) es un municipio del condado de Lyon, Minnesota, Estados Unidos. Tiene una población estimada, a mediados de 2023, de 204 habitantes.

## Geografía
Está ubicado en las coordenadas 44°35′39″N 96°1′22″O / 44.59417, -96.02278. Según la Oficina del Censo, tiene una superficie total de 87.1 km², de los cuales 86.9 km² corresponden a tierra firme y 0.2 km² están cubiertos de agua.

## Demografía
Según el censo de 2020, en ese momento había 202 personas residiendo en la zona. La densidad de población era de 2.3 hab./km². El 98.02 % de los habitantes eran blancos, el 0.99 % eran de otras razas y el 0.99 % eran de una mezcla de razas. Del total de la población el 1.49 % eran hispanos o latinos de cualquier raza.